# لكمة خارجية! (لعبة نينتندو)
لكمة خارجية!! (بالإنجليزية: Punch-Out!!)‏، هي لعبة إلكترونية من إنتاج شركة نينتيندو للترفيه، أنتجت عام 1987م، كانت اللعبة تعتبر من أفضل العاب الملاكمة في ذلك الوقت.

## طريقة اللعبة
تتميز اللعبة بأنها ترسم ملحمة جميلة من خلال الملامح والشكل، ولكن عيوبها أن بطل لعبة الملاكمة يكون بحجمها الصغير أمام المنافس مما يثير الشكوك لبعض مستخدمي الألعاب .

## وصلات خارجية
- مايك تايسون لكمة للخارج! على موقع IMDb (الإنجليزية)

- Mike Tyson's Punch-Out!! at NinDB
- Mike Tyson's Punch-Out! Fanpage!!